# Посљедњи Србин у Хрватској
Посљедњи Србин у Хрватској је филм у хрватској и српској продукцији из 2019. године, у режији и по сценарију Предрага Личине.

## Радња
Хрватска, седам година након банкрота. Мала група богатих још је богатија, а сиромашни су још сиромашнији. Док се баве класним разликама, на глобалном нивоу води се још већа борба - вода је драгоценија од нафте. Вода, као једина драгоценост постала је мета моћника који не презају ни од чега како би је се домогли. Ни од тога да зарате, освоје, униште, па чак ни да убаце зомби - вирус. Загребачког бонвивана Мићу зомбија епидемија затиче потпуно неспремног.
Главни јунак у филму је екстровертни Мићо, који вози скупи кабриолет и нехотични је сведок тога како заражена вода претвара Хрвате у зомбије. Он је у ствари Србин и зове Милан Мотика, што се касније покаже као битно јер су Срби из Хрватске из неког разлога отпорни на опасни вирус. Важне улоге имају Хрвојка Хорват, а право јој је име Франка Анић и зависница је морфијума, затим Словенка Весна уплетена у комплексну заверу, те Макс чија национална подељеност изазова сплет додатних петљанција.
Као извор заразе, Хрватска је ограђена бодљикавом жицом кроз коју је проведена струја, а јунаци филма врло брзо схвате да им се не исплати остати у Загребу којим јурцају зомбији, па одлазе према Плитвицама и заврше у српском селу Славујевци, гдје месно одмаралиште држи породица чије је презиме и те како добро познато из романа и филмова о вампирима. До завршнице их чека још сусрет с Босанцима, који их злурадо боцкају с оне стране бодљикаве жице, упетљају се и Албанци, а из свемирске станице посматра их међународна екипа научника која је Хрватску, очигледно, претворила у експерименталну зону. Финале је урнебесан, с новим преокретима.

## Улоге
| Глумац                | Улога                   |
| --------------------- | ----------------------- |
| Крешимир Микић        | Мића                    |
| Христина Поповић      | Франка                  |
| Тихана Лазовић        | Весна                   |
| Дадо Ћосић            | Макс                    |
| Бојан Навојец         | Леми                    |
| Никша Бутијер         | Анте                    |
| Сергеј Трифуновић     | генерал Ас Ли Турчинсон |
| Душан Бућан           | Дејан                   |
| Марина Реџеповић      | Јелена                  |
| Северина Којић        | Франческа               |
| Рене Биторајац        | ДЏ Карот                |
| Тин Грегорић          | Дарко                   |
| Глорија Дубељ         | Лана                    |
| Синиша Поповић        | Росток                  |
| Јудита Франковић      | Јана                    |
| Борис Шавија          | Мехо                    |
| Роко Сикавица         | Научник                 |
| Твртко Јурић          | Здовц                   |
| Ива Бабић             | Клара                   |
| Дражен Чучек          | Мајк                    |
| Јелена Михољевић      | Ајрун                   |
| Ален Салиновић        | Борис                   |
| Јадранка Матковић     | бака Јованка            |
| Јанко Поповић Воларић | Трпимир                 |
| Филип Сертић          | избеглица               |
| Ивица Задро           | избеглица               |
| Роберт Угрина         | Србљановић              |
| Карла Брбић           | Аида                    |
| Ана Вучак             | Сабихаж                 |
| Ерна Руднички         |                         |